# Малтийски език
Малтийският език е семитски език, близък до арабския, говорен от около 370 хиляди души в Република Малта. Малтийският, наред с английския, е официален език на Малта. Езикът е и единственият в рамките на Европейския съюз, притежаващ семитски произход. Малтийският е наследник на сицилианско-арабската езикова група, като значителна част от речниковия състав представлява заемки от италианския език и сицилианския диалект. Останалата част от лексикалния запас се съставлява от думи с арабски корени, като влияние върху езика има и английският. Това е единственият семитски език, използващ латиницата като своя официална азбука.

## Писменост
Съвременната малтийска азбука е съставена през 1924 г., основавайки се на латиницата. Липсват буквите „c“ и „y“, а са включени 4 видоизменени посредством диакритични знаци букви (ċ, ġ, ħ, ż) и 2 диграфа (għ, ie).
Тъй като в малтийския език има значителни заемки от романската езикова група, в писмената реч – предимно в чуждици от италиански произход – се срещат краесловни гласни с остро ударение (à, è, ì, ò, ù).
| Буква | Звук (МФА) | Приблизително българско съответствие |
| ----- | ---------- | --- |
| A a   | ɐ          | потъмнено българско а (няма, наша, отивам) |
| B b   | b          | б, в края на думата се обеззвучава до п |
| Ċ ċ   | t͡ʃ         | ч |
| D d   | d          | д, в края на думата се обеззвучава до т |
| E e   | ɛ          | е |
| F f   | f          | ф |
| Ġ ġ   | d͡ʒ         | дж, в края на думата се обеззвучава до ч |
| G g   | ɡ          | г, в края на думата се обеззвучава до к |
| GĦ għ | ˤː, ħː     | удължава и фарингализира гласни звукове (GĦI = [aˤj]; GĦU = [oˤw]). В края на думата или веднага след „h“ придобива стойност на двойно Ħ (ħː) |
| H h   | –          | не се произнася, освен ако не е в края на думата. Тогава придобива стойност на ħ.                                                             |
| Ħ ħ   | ħ          | наподобява придихателно х, но гърлено |
| I i   | ɪ          | и |
| IE ie | iɛ, iː     | йе |
| J j   | j          | й, ь |
| K k   | k          | к |
| L l   | l          | л |
| M m   | m          | м |
| N n   | n          | н |
| O o   | ɔ          | ударено българско о (ко̀тка) |
| P p   | p          | п |
| Q q   | ʔ          | т.нар. ларингален експлозив, съответсващ на гърления кратък звук в българското отрицателно възклицание „ъ—ъ!“ /ʔɤ-ʔɤ/                         |
| R r   | r          | р |
| S s   | s          | с |
| T t   | t          | т |
| U u   | ʊ          | приблизително у, подобно на неударения звук о в думата „корѐм“                                                                                |
| V v   | v          | в, в края на думата се обеззвучава до ф |
| W w   | w          | кратък звук у, подобно на беларуското ў |
| X x   | ʃ / ʒ      | ш / ж |
| Z z   | t͡s / d͡z    | ц / дз |
| Ż ż   | z          | з, в края на думата се обеззвучава до с |

## История
Произходът на малтийския език се обяснява с пристигането на преселници от съседна Сицилия през XI век, където се е говорил сицило-арабският диалект. Това твърдение е подкрепено от генетични изследвания, които показват, че съвременните малтийци делят общи предци със сицилианците и калабрийците, както и с някои други народи от Северна Африка и Левант. Нормандското нашествие през 1090, следвано от изгонването на мюсюлманите, трайно изолира езика от арабския си източник, създавайки условия за развитието му като отделен език. За разлика от Сицилия (където сицило-арабският изчезва, заменен от сицилианския италиански), езикът в Малта продължава да се развива заедно с италианския, като в крайна сметка го заменя като официален език през 1964 г. (наред с английския език).
Първото писмено позоваване на малтийския език е в завещание от 1436 г., където се наричал lingua maltensi. Най-старият известен документ на малтийски е Il Cantilena (Xidew il-Qada) от Пиетро Кашаро. Датира от XV век.

## Граматика
Малтийската граматика е фундаментално произлязла от сицило-арабския, въпреки че романските езици и английският са имали голямо влияние върху образуването на множественото число.

### Прилагателни и наречия
Прилагателните следват съществителните. Не съществуват свободно формирани наречия и словоредът е доста гъвкав. Както съществителните, така и прилагателните имена от семитски произход вземат определителния член ил – (например: It-tifel il-kbir, „По-голямото момче“). Това правило не важи за прилагателните с романски произход.

### Съществителни имена
Съществителните имена са множествени, които могат и да образуват двойствено число. Множественото число в семитските езици е сложно: ако са правилни, те се маркират с -iet/-ijiet, н.п., art, artijiet. Ако са неправилни, падат под т.нар. категория pluralis fractus, където думата образува множествено число, променяйки вътрешни гласни: ktieb, kotba „книги“, raġel, irġiel „мъж“, „мъже“.
Думи от романски произход обикновено образуват множествено число по два начина: добавяйки -i или -jiet. Например lingwa, lingwi „езици“, от сицилиански – lingua, lingui.
Думи от английски произход образуват множествено число, като се добавя окончание „-s“ или „-jiet“, например friġġ, friġis от английската дума fridge (хладилник).

### Определителен член
Морфемата il- е определителният член в малтийския език, българският еквивалент на  – я, – а, – ът, – ят и т.н.
Членът става l- преди или след гласна.
- l-omm (майката)
- rajna l-Papa (видяхме папата)
- il-missier (бащата)

### Глаголи
Глаголите имат трибуквен семитски модел, в който глаголът се спряга с префикси, суфикси и инфикси (например: kitbna, на арабски katabna, на иврит kathabhnu, „той писа“). Има две времена: сегашно и минало.